# 중동역 (부산)
중동역(Jung-dong station, 中洞驛)은 부산광역시 해운대구 중동에 있는 부산 도시철도 2호선의 지하철역이다.

## 특징
해운대 신시가지의 서쪽 끝에 위치하고 있으며, 중동역 교차로에 소재하고 있고 출구는 12개가 설치되어 있다.
역 인근에 해운대 로데오거리가 있으며, 이 역의 7번 출구에서 도보로 6분 거리이다.
이 역에서 약 2km 떨어진 곳에 해운대 달맞이 길이 있으나, 이 역에서 해운대 달맞이 길로 직접 연계되는 시내버스나 마을버스 노선은 없으므로
도보로 이동하여야 한다.
이 역은 시내버스와의 연계성이 좋지 않아서 주변 역세권에 의한 이용객을 빼면 해운대구에 있는 2호선 전철역들 중에
이용률이 많이 떨어지는 편이다. 해운대구 좌동 쪽으로 가는 시내버스 노선은 대부분 다 장산역 앞에 집중되어 있으며, 이 역 앞을
경유하는 시내버스 노선은 일반버스 38번과 급행버스 1001번 둘 뿐이다.

## 역사
- 2002년 8월 29일 : 부산 도시철도 2호선 개통과 함께 영업 개시

## 역 구조
2면 2선식의 상대식 승강장을 갖춘 지하역이다. 스크린도어가 설치되어 있다. 대합실을 통해 반대편 승강장으로 이동이 가능하다.

### 승강장
| 장산 ↑   |
| \| 상    |
| ↓ 해운대 |

| 상행 | ● 부산 도시철도 2호선 | 장산 방면                          |
| 하행 | ● 부산 도시철도 2호선 | 수영·서면·사상·덕천·호포·양산 방면 |

## 역 주변
인근에 이마트 해운대점이 있다.
- 동백중학교
- 수영세무서 해운대납세센터
- 신도고등학교
- 신도중학교
- 신도초등학교
- 이마트 해운대점
- 일렉트로마트 해운대점
- 좌동지구대
- 중1동
- 해운대성심병원
- 해운대초등학교
- 해운대 엘시티 더샵

## 승차량 변동
| 역 노선 | 승차 인원 | 승차 인원 | 승차 인원 | 승차 인원 | 승차 인원 | 승차 인원 | 승차 인원 | 승차 인원 | 승차 인원 | 승차 인원 | 승차 인원 | 승차 인원 | 승차 인원 | 승차 인원 | 주 석 |
| 역 노선 | 2002년    | 2003년    | 2004년    | 2005년    | 2006년    | 2007년    | 2008년    | 2009년    | 2010년    | 2011년    | 2012년    | 2013년    | 2014년    | 2015년    | 주 석 |
| ------- | --------- | --------- | --------- | --------- | --------- | --------- | --------- | --------- | --------- | --------- | --------- | --------- | --------- | --------- | ----- |
| 2호선   | 1146      | 3339      | 3634      | 3818      | 4068      | 4110      | 4475      | 4721      | 5033      | 5482      | 5819      | 6110      | 6317      | 6060      | [ 1 ] |

## 인접한 역
| 부산 도시철도 2호선 | 부산 도시철도 2호선   | 부산 도시철도 2호선  |
| ------------------- | --------------------- | -------------------- |
| 201 장산 방면       | ● 부산 도시철도 2호선 | 203 해운대 양산 방면 |